# Carl Leslie Withner
Carl Leslie Withner (3 de marzo de 1918, Indianápolis-† 8 de febrero de 2012) fue un botánico estadounidense cuyo trabajo sobre la formación de cápsulas verdes en las orquídeas y de sus contribuciones a la educación en botánica o fisiología vegetal fue importante para la ciencia y fundamental en el comercio de las orquídeas.

## Primeros Años y Carrera
Withner nació en la ciudad de Indianápolis, Indiana, hijo de Carl. L Withner y Martha Meyers. Como adolescente asombró a sus maestros del octavo grado con una colección de hojas de 90 especies, completa con nombres y descripciones. En ese tiempo también colecto sus primeras orquídeas como boy scout. Como regalo de grados, pidió el libro American Orchid Culture de Edward A. White.
Fue educado en la Universidad de Illinois en Urbana-Champaign donde su amor por las orquídeas creció bajo de la influencia de su profesor de botánica Harry J. Fuller. Se graduó con honores en 1941 con una licenciatura en botánica y alemán además de unas asignaturas secundarias en zoología y bioquímica. Adquirió una maestría en botánica en 1943 de la Universidad de Yale. Durante 1943 y 1945 presto servicio militar en la formación de Guerra Química y Cuerpo Médico en la escuela de Medicina de Yale en un horario acelerado, pero al terminar la Segunda Guerra Mundial regreso a estudiar botánica y recibió su doctorado en 1948.
Su primer artículo publicado para la Sociedad Americana de la Orquídea (en inglés AOS, American Orchid Society) fue sobre la germinación de las semillas de orquídeas en 1942 y al año siguiente otro sobre el cultivo de óvulos en orquídeas (conocido en inglés como green-podding) que fue el primero de su tipo. Este proceso nuevo en las orquídeas fue fundamental en reproducir la Vainilla a escala comercial.
Withner comenzó como profesor en el College de Brooklyn de la Universidad de la Ciudad de Nueva York en 1948, dictando principalmente cursos de botánica y biología como también ejerciendo como decano del departamento de biología. Se jubiló como Profesor Emérito en 1979. Durante el mismo periodo de tiempo también empezó como investigador residente del Jardín Botánico de Brooklyn hasta 1975 y después de 1975 – 1979 fue comisario del Jardín Botánico de Nueva York. Al llegar a Brooklyn sé inmerso por completo en el mundo de las orquídeas, convirtiéndose en socio fundador de todas las sociedades locales y juez en 1958.
En 1961 comenzó el primer de muchos viajes alrededor del mundo especialmente a América Latina para estudiar y escribir sobre las Cattleyas. Este último se facilitó con una beca postdoctoral otorgada por la Fundación en Memoria de John Simón Guggenheim en 1962. Después de su jubilación académica él y su esposa Pat dejaron a Brooklyn y se fueron a vivir en Bellingham, Washington donde continuó escribiendo, dando conferencias, participando en juzgamiento además de ser un miembro activo en Sociedad de Orquídeas de Vancouver; el registró 35 híbridos de orquídeas y describió 11 especies. Su magnum opus fue una serie de seis libros títulos, The Cattleyas and their Relatives, además también escribió, coautor o editó 10 libros y unos 180 artículos, la mayoría sobre las orquídeas.

## Vida personal
En 1941 se casó con Patricia d’Almedia Maxwell y tuvo 3 hijos; fue un matrimonio que duró 70 años. Él decía que siempre estuvo agradecido con su esposa Pat por ser su editora y correctora, agente y promotora, paciente compañero de viaje y mejor amigo, lo que le permite lograr tanto como lo hizo.

## Muerte
Carl falleció a sus 93 años el miércoles 8 de febrero de 2012 en un centro de cuidados paliativos en la ciudad de Bellingham, Washington de causas naturales.

## Algunas publicaciones
- Withner, C.L; Patricia A Harding. 2004 . The Cattleyas & Their Relatives: The Debatable Epidendrums. ISBN 0881926213
- Withner, C.L. 2000 . The Cattleyas & Their Relatives, Volume VI: The South American Encyclia Species. ISBN 0881924369
- Withner, C.L. 1996. The Cattleyas and Their Relatives, Volume V:  A Book in Six Parts, Brassavola, Encyclia, and Other Genera of Mexico and Central America ISBN 0881924563
- Withner, C.L. 1996 . The Cattleyas and Their Relatives, Volume IV: The Bahamian and Caribbean Species ISBN 0881923443
- Withner, C.L. 1993. The Cattleyas and Their Relatives, Volume III: Schomburgkia, Sophronitis, and Other South American Genera ISBN 0881922692
- Withner, C.L. 1990. The Cattleyas and Their Relatives, Volume II: The Laelias ISBN 0881921610
- Withner, C.L; Juan Luis G Vela. 1988 . A Book of Orchids . Ed. Smithmark Publ. ISBN 0688041035
- Withner, C.L. 1988 . The Cattleyas and their Relatives: Volume I. The Cattleyas . Ed. Timber Press  ISBN 0881920991
- Withner, C.L. 1959 . The Orchids, A Scientific Survey . Am.Orchid Soc. ISBN 0894642626

## Reconocimientos
- Medalla de oro de la Sociedad Americana de Orquídeas (AOS) por logros distinguidos en ciencia y educación (1990)
- Medalla al logro meritorio de Orchid Digest (1996)
- Reconocimiento de la Sociedad Alemana de Orquídeas por 30 años de servicio (1998)
- Reconocimiento de la Sociedad Americana de Orquídeas (AOS) por su trabajo y esfuerzo legendario (2007)

## Fuente
- La abreviatura «Withner» se emplea para indicar a Carl Leslie Withner como autoridad en la descripción y clasificación científica de los vegetales.[2]